# Olga Orozco
Olga Noemí Gugliotta kendt som Olga Orozco (født 17. marts 1920 i Toay i La Pampa, død 15. august 1999 i Buenos Aires) var en argentinsk forfatter. 
Da hun var 16 år flyttede hun med sine forældre til Buenos Aires. 
Hun arbejdede som journalist og skrev under forskellige pseudonymer. Som digter var hun en del af den generation af digtere, der blev betegnet som den "Tredje Fortrop" (Tercera Vanguardia) og havde en surrealistisk stil. I sit virke var hun inspireret af Arthur Rimbaud, Gérard de Nerval, Charles Baudelaire, Czesław Miłosz og Rainer Maria Rilke.
Hendes arbejder er blevet oversat til flere sprog.

## Værker
- Desde lejos (1946)
- Las muertes (1951)
- Los juegos peligrosos (1962)
- La oscuridad es otro sol (1967)
- Museo salvaje (1974)
- Veintinueve poemas (1975)
- Cantos a Berenice (1977)
- Mutaciones de la realidad (1979)
- La noche a la deriva (1984)
- En el revés del cielo (1987)

## Priser[2]
- Primer Premio Municipal de Poesía
- Premio de Honor de la Fundación Argentina 1971
- Gran Premio del Fondo Nacional de las Artes
- Premio Esteban Echeverría
- Gran Premio de Honor de la SADE
- Premio Nacional de Teatro a Pieza Inédita 1972
- Premio Nacional de Poesía 1988
- Láurea de Poesía de la Universidad de Turín
- Premio Gabriela Mistral
- Premio de Literatura Latinoamericana Juan Rulfo 1998